# Zevenhoven
Zevenhoven (52° 11′ N, 4° 47′ L) é uma cidade dos Países Baixos, na província de Holanda do Sul. Zevenhoven pertence ao município de Liemeer, e está situada a 9 km, a nordeste de Alphen aan den Rijn.
Em 2001, a cidade de Zevenhoven tinha 1385 habitantes. A área urbana da cidade é de 0.32 km², e tem 509 residências.
A área de Zevenhoven, que também inclui as partes periféricas da cidade, bem como a zona rural circundante, tem uma população estimada em 2090 habitantes.